# Kazimierz Romuald Dąbrowski
Kazimierz Romuald Dąbrowski, ps. "Naldek" (ur. 27 sierpnia 1941 roku w Warszawie, zm. 10 lutego 1994 roku w Hamburgu) – polski malarz, animator życia artystycznego, założyciel Galerii Forma & Colour.
Dzieciństwo i wczesną młodość spędził w Bielawie na Dolnym Śląsku. Po maturze w 1959 roku ukończył Studium Nauczycielskie w Warszawie, a ćwiczenia z rysunku odbywał w Ognisku Plastycznym na stołecznych Nowolipkach. Nie przyjęty na studia w Akademii Sztuk Pięknych, swój talent malarski musiał rozwijać samodzielnie. Pierwszą wystawę indywidualną miał w 1962 roku, a rok później uzyskał na podstawie przedstawionego zestawu prac wymagane wówczas przez Ministerstwo Kultury i Sztuki uprawnienia do pracy w zawodzie artysty malarza.
Razem z Jerzym Lassotą i Jackiem Mieliwodzkim w latach 1963–1967 organizował plenerowe wystawy zbiorowe na murach staromiejskich w pobliżu Barbakanu, w ramach których prezentował także swoje obrazy. Ich działalność, rozwijana poza ramami oficjalnych instytucji życia artystycznego PRL, spotykała się z szykanami ze strony władz i milicji.
Następnie wspólnie z Lassotą i Mirosławem E. Długoszem "Mironem" utworzył Warszawską Grupę Malarzy "Niezależni'69". W latach 1969–1973 artyści wystawiali swoje prace rokrocznie w sezonie letnim w Świnoujściu, na Wolinie i w Międzyzdrojach, a także w Ystad (Svenska Handels Banken, 1970), Münster (foyer Stadttheater, 1974), Darmstadt (Galerie Keller – Schlloss, 1974) i Malmö (Galleri Hipp, 1978) oraz kilkakrotnie w warszawskich Klubach Międzynarodowej Prasy i Książki.
Od połowy lat 60. nawiązywał intensywne kontakty z licznymi ośrodkami artystycznymi w Europie Zachodniej, zwłaszcza w RFN i Szwecji, co zaowocowało kilkudziesięcioma wystawami indywidualnymi, m.in.:
- 1967 – Galleri ABAC, Sztokholm
- 1967 – Ateljer de l'Art, Göteborg
- 1967 – Galerie 13, Kopenhaga
- 1970 – Galleri Riddarhuset, Ystad
- 1971 – Galerie M. Bénézit, Paryż
- 1971 – Galeri Gammel Strand, Kopenhaga
- 1973 – Galleri Vaster, Malmö (w ramach ekspozycji grupy polsko-szwedzkiej)
- 1973 – Galleri Ale, Skane (w ramach ekspozycji grupy polsko-szwedzkiej)
- 1977 – Galleri Hipp, Malmö
- 1980 – Sollentuna Centrum, Sztokholm
- 1980 – Galleri Bryggargarden, Simrishamn (w ramach ekspozycji grupy polskiej)
- 1983 – Mandragore Internationale Galerie de l'Art, Paryż
- 1984 – Galleri M, Uppsala
- 1984 – Galleri Småland, Alvesta
- 1990 – Państwowa Galeria Sztuki Kontakt III, Królewiec

Liczne podróże i wystawy w wielu krajach sprawiły, że jego dorobek jest dzisiaj rozproszony, a gros prac znajduje się w prywatnych kolekcjach zagranicznych, głównie w Szwecji i Niemczech, gdzie najczęściej prezentował i sprzedawał swoje obrazy.
W latach 80. brał aktywny udział w opozycyjnym ruchu artystycznym, uczestniczył w wystawach w kościołach warszawskich, m.in. w 1985 roku w podziemiach bazyliki św. Krzyża.
W 1990 roku założył Galerię Forma & Colour przy Krakowskim Przedmieściu w Warszawie. Urządził tutaj dużą wystawę własnych prac (1991), przede wszystkim jednak poświęcił się promowaniu polskich artystów za granicą. Do jego największych osiągnięć na tym polu należy zorganizowanie w latach 1992–1993 czterech wielkich ekspozycji Kunst aus Polen, prezentujących kilkudziesięciu malarzy związanych z Galerią Forma & Colour – w Duisburgu, Düsseldorfie, Kassel i Kolonii.
Uprawiał wszelkie rodzaje przedstawień – martwe natury, pejzaże, portrety, wielkie kompozycje figuralne – nadając im rozmaite formaty i stosując najróżniejsze techniki plastyczne: rysunek ołówkiem, linoryt, olej na płótnie, akwarelę na papierze. Często portretował bliskich i przyjaciół, chętnie malował uliczki Starej Pragi i Targówka, gdzie miał pracownię, oraz widoki Kazimierza nad Wisłą, w którym spędzał wakacje wraz ze swoją liczną rodziną. Jego obrazy pełne są nadnaturalnie żywych kolorów i bujnych kształtów, nie pozostawiających wątpliwości co do zmysłowej, materialnej realności przedstawianego świata. W tekstach teoretycznych i manifestach dawał wyraz przekonaniu o istnieniu metafizycznej podstawy bytu i – przeciwnemu tradycji awangardowej – poczuciu obowiązku wiernego (choć nie werystycznego) odtwarzania w sztuce widzialnego świata.
Zginął w wypadku samochodowym w Hamburgu w 1994 roku.
Po jego śmierci przez kolejne 10 lat (aż do zamknięcia w roku 2004) Galerię Forma & Colour prowadziła żona artysty Helena Dąbrowska, która w 1998 i 2002 roku w ramach staromiejskiej imprezy Artbarbakan zorganizowała obszerne wystawy pośmiertne jego prac, a 1997 roku urządziła retrospektywny pokaz dorobku całej grupy "Niezależnych'69", prezentowany w tym samym roku również jako wydarzenie towarzyszące podczas Documenta X w Kassel.